# Дерновская волость (Ахтырский уезд)
Дерновская во́лость — историческая административно-территориальная единица Ахтырского уезда Харьковской губернии с волостным правлением в селе Дерновом.
По состоянию на 1885 год состояла из 8 поселений, 20 сельских общин. Население — 7604 человек (3802 человек мужского пола и 3802 — женского), 1147 дворовых хозяйств.
|                       | Площадь | В том числе пахотной |
| --------------------- | ------- | -------------------- |
| Сельских общин        | 10467   | 7052                 |
| Частной собственности | 4513    | 2146                 |
| Другой собственности  | 1640    | 213                  |
| В целом               | 16620   | 9411                 |

### Основные поселения волости[1]
- Дерновое — бывшее государственное село при реке Дерновой в 40 верстах от уездного города Ахтырки. В селе волостное правление, 174 двора, 1114 жителей, православная церковь, почтовая станция.
- Ницаха — бывшее государственное село при реке Ворсклице. В селе 167 дворов, 1133 жителя, православная церковь.
- Печины — бывшее государственное село, 217 дворов, 1345 жителей, православная церковь.
- Пожня — бывшее государственное село при реке Ворсклице. В селе 172 двора, 1302 жителя, православная церковь, лавка, 3 ярмарки, пивоваренный завод.
- Поляное — бывшее государственное село при реке Дерновой. В селе 172 двора, 1161 житель, православная церковь, лавка.
- Семереньки — бывшее владельческое село при реке Дерновой. В селе 107 дворов, 642 жителя, православная церковь, лавка.

### Храмы волости[2]
- Архангело-Михайловская церковь в селе Печины (построена в 1867 году[3])
- Георгиевская церковь в селе Дерновом (построена в 1895 году[3])
- Митрофаниевская церковь в селе Поляном (построена в 1837 году[3])
- Николаевская церковь в селе Семереньки (построена в 1838 году[3])
- Покровская церковь в селе Пожне (построена в 1833 году[3])
- Тихоновская церковь в селе Ницахе (построена в 1869 году[3])